# Notiocharis papuensis
Notiocharis papuensis és una espècie d'insecte dípter pertanyent a la família dels psicòdids.

## Descripció
- El mascle presenta l'edeagus tubular en vista dorsal, antenes de 0,59-0,71 mm de llargària i ales d'1,62-1,90 mm de longitud i 0,50-0,60 d'amplada.
- La femella és similar al mascle amb els lòbuls de la placa subgenital estretament lligats a la base, l'espermateca reticulada sobre la major part de la superfície, antenes de 0,71-0,76 mm de longitud i ales d'1,77-2,02 mm de llargada i 0,55-0,60 d'amplada.[3]

## Distribució geogràfica
Es troba a Nova Guinea.